# Albotricha
Albotricha Raitv. – rodzaj grzybów z typu workowców Ascomycota.

## Systematyka i nazewnictwo
Pozycja w klasyfikacji według Index Fungorum
Lachnaceae, Helotiales, Leotiomycetidae, Leotiomycetes, Pezizomycotina, Ascomycota, Fungi.
Takson utworzył w 1970 r. Ain Raitviir.
Gatunki występujące w Polsce
- Albotricha acutipila (P. Karst.) Raitv. 1970
- Albotricha albotestacea (Desm.) Raitv. 1970

Nazwy naukowe na podstawie Index Fungorum. Wykaz gatunków według T. Ślusarczyka.